# Aplicaciones de la evolución
La biología evolutiva, y concretamente el conocimiento de la forma en que los organismos evolucionan gracias a la selección natural, es un área de la ciencia con numerosas aplicaciones prácticas.

## Biología
El punto de vista evolutivo es esencial para gran parte de la investigación biológica actual que no estudia la evolución en sí misma, sobre todo en los campos de la biología de los organismos y la ecología. Por ejemplo, el pensamiento evolutivo es fundamental para la teoría de las historias de vida. La predicción de genes y sus funciones depende en gran parte de la perspectiva comparativa, es decir, evolutiva. El campo de la biología evolutiva del desarrollo investiga cómo funcionan los procesos del desarrollo aplicando métodos comparativos para determinar cómo evolucionaron.

## Selección artificial
Una de las principales aplicaciones tecnológicas de la evolución es la selección artificial, es decir, la selección intencionada de ciertos rasgos en una población de organismos. Los humanos han utilizado la selección artificial durante miles de años para domesticar plantas y animales. En épocas más recientes, la selección artificial se ha convertido en una parte vital de la ingeniería genética, en la que se utilizan marcadores seleccionables como la resistencia a los antibióticos para manipular el ADN en biología molecular. También es posible el uso de rondas repetidas de mutación y selección para obtener proteínas con propiedades concretas, como enzimas modificadas o nuevos anticuerpos, en un proceso denominado evolución dirigida.

## Medicina

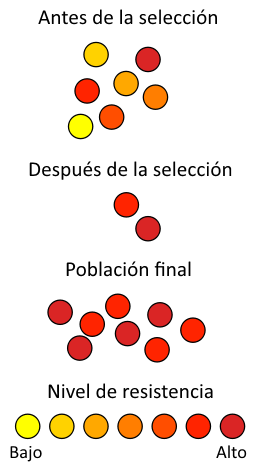
Representación esquemática de cómo evoluciona la resistencia a los antibióticos gracias a la selección natural. Arriba, una población de bacterias antes de exponerse a un antibiótico. En el centro, la población directamente después de la exposición. Abajo, la distribución de la resistencia en una nueva generación de bacterias. El color indica el nivel de resistencia de cada individuo

La resistencia a los antibióticos puede ser el resultado de mutaciones puntuales en el genoma del patógeno, a una tasa que ronda 1/108 por replicación cromosómica. La acción antibiótica contra el patógeno puede considerarse presión ambiental: las bacterias que poseen la mutación que les permite sobrevivir podrán llegar a reproducirse, y así pasarán ese rasgo a su descendencia, lo que dará como resultado una colonia totalmente resistente.
Entender los cambios que se han producido durante la evolución del organismo puede revelar los genes necesarios para formar partes del cuerpo, genes que quizás intervengan en enfermedades genéticas humanas. Por ejemplo, el Astyanax mexicanus es un pez albino que vive en cuevas y cuya evolución lo ha llevado a perder la vista. El cruce entre distintas poblaciones de este pez ciego produjo algunos descendientes con ojos operativos, ya que en cada población aislada que ha evolucionado en cada cueva se han producido diferentes mutaciones. Este hecho ayudó a identificar ciertos genes necesarios para la visión y la pigmentación. Igualmente, al comparar el genoma del blénido antártico, que carece de glóbulos rojos, con algunos de sus parientes cercanos, como el bacalao antártico, se comprobó qué genes eran necesarios para la formación de estas células sanguíneas.

## Informática
Ya que la evolución puede producir procesos y redes extremadamente optimizados, tiene numerosas aplicaciones en las ciencias de la computación. La simulación de la evolución a base de algoritmos evolutivos y vida artificial comenzó con el trabajo de Nils Aall Barricelli en la década de 1960 y se amplió con Alex Fraser, que publicó una serie de ensayos sobre simulación de la selección artificial. Los algoritmos evolutivos se convirtieron en un método reconocido de optimización como resultado de los trabajos que publicó Ingo Rechenberg en las décadas de 1960 y 70, en los que utilizó estrategias evolutivas para resolver problemas complejos de ingeniería. En concreto, los algoritmos genéticos se popularizaron por los escritos de John Holland. Al tiempo que crecía el interés académico, el enorme incremento de la potencia de los ordenadores permitió aplicaciones prácticas, entre ellas la evolución automática de los programas informáticos. Los algoritmos avolutivos se usan hoy para resolver problemas multidimensionales de forma más eficiente que con aplicaciones diseñadas por humanos, y también para optimizar el diseño de sistemas.